# Watertoren (Goes 's Gravenpolderseweg)
De watertoren in Goes, in de Nederlandse provincie Zeeland, werd gebouwd in 1912. Het rijksmonument is in 2015 gerenoveerd. 
De watertoren is met 63,00 meter de hoogste in de provincie Zeeland. Hij is ontworpen en gebouwd door architect Carl Francke uit Bremen. De toren heeft een wateropslagcapaciteit van 1250 m³ en staat aan de 's Gravenpolderseweg. Het was de eerste watertoren in Nederland met een stalen open skelet en betonnen kuip met stalen binnenwand. Sinds het jaar 1999 is de toren in gebruik als kantoorruimte. In 2021 zijn er daarnaast drie appartementen in de toren gerealiseerd.